# ائتمان مصرفي
الائتمان هي عمليات الإقراض والاقتراض، ذلك لأن الذين يملكون النقود ليس بالضرورة ان يكونوا قادرين على الاستثمار بأنفسهم ومن شأن الائتمان نقل هذه الأموال من الطائفة الأولى إلى الطائفة الثانية على سبيل القرض.
وقد يتم ذلك مباشرة بين صاحب المال والمقترض ويسمي الائتمان المباشر، وهناك جانب اخر يتم عن طريق المصارف.
الائتمان عن طريق المصارف : هو عقد اقراض مال أو منح تسهيلات (تمويل اصول وبضائع وغيرها) يتم بين طرفين احدهما المصرف والطرف الآخر يسمى العميل المقترض وينتج عن هذا العقد هامش ربح للمصرف (فائدة، عائد على الاستثمار) أو (عائد مرابحة أو استصناع أو عمولة في المصارف الإسلامية) مقابل تسديد هذا المبلغ الذي تم منحه للعميل على فترات زمنية متعددة متفق عليها حسب بنود العقد.
أنواع الائتمان من حيث وقت تنفيذ الإلزام:
الائتمان المباشر (التسهيلات المباشرة):
و يقصد بها ان عقد الائتمان الذي تم ابرامه يمكن تنفيذه بشكل فوري عند رغبة العميل بذلك والبدء باستغلال تسهيلاته (تمويله) دون أي قيد أو شرط لم يرد في العقد (الموافقة الائتمانية) ودون اشتراط وجود طرف ثالث، مثل القرض الشخصي والقرض السكني وقروض تمويل السيارات وتمويل العقارات والبضائع والخ...
حيث تمثل التزام على العميل منذ لحظة البدء باستغلال مبلغ التمويل.
الائتمان غير المباشر (التسهيلات غير المباشرة):
و يقصد بها ان عقد الائتمان الذي تم ما بين المصرف والعميل يتمثل بالتزام المصرف بتسديد الالتزام الذي سيترتب على العميل عند مطالبة طرف ثالث للبنك بالمبلغ المحدد في العقد، ولا يمثل التزام من البنك تجاه العميل نفسه وليس موقوف تنفيذه على رغبة العميل وانما على رغبة طرف ثالث عند توافر الشروط المتفق عليها في هذا الطرف وامثلة على هذا النوع من الائتمان هي الكفالات البنكية والاعتمادات المستندية وبوالص التحصيل، ولا تمثل التزاما على العميل تجاه البنك الا حين مطالبة الطرف الثالث بالمبلغ، حيث يمكن إصدار كفالة دفع مثلا لصالح طرف ثالث (دائرة حكومية، شركة خاصة)و لكن لا يتم المطالبة بتسديد الكفالة كون عميل المصرف قد التزم بشروط العطاء أو العقد بينه وبين هذا الطرف فيعود للبنك للمطالبة بالغاء الكفالة بموجب كتاب رسمي من الجهة المستفيدة من الكفالة.
طرق الحصول على الائتمان عن طريق المصارف أو شركات التمويل:
يقوم العميل الذي يرغب ببناء علاقة ائتمانية مع مصرف ما بالتوجه إلى أحد فروعه والتقدم بطلب الحصول على تمويل، فيقوم المصرف أو شركة التمويل باستلام طلبه والنظر بما يحتويه من ضمانات ومصادر تسديد لهذا التمويل في حال تم منحه والنظر في سيرة العميل واجراء التحليل الائتماني المناسب والذي يختلف حسب طبيعة العميل إذا ما كان فرد (شخص طبيعي) أو منظمة أو شركة أو مؤسسة (شخصية اعتبارية)، فيقوم المصرف من خلال لجانه المختلفة وحسب سياسة كل مصرف بعرض الطلب على لجنة ائتمان مختصة بهذا الشأن فربما تكون لجنة على مستوى فرع المصرف ويكون تبليغ القرار الائتماني هنا في مدة زمنية أقصر، أو يتم من خلال عرض الطلب على لجنة اعلى داخل إدارة البنك وتتمثل في ضباط علاقة العملاء وضباط مراجعة الائتمان وقد تعرض على دائرة إدارة المخاطر في المصرف وربما في بعض المبالغ الكبيرة على لجنة يترأسها المدير العام للمصرف، فيتم بعد ذلك اتخاذ القرار الائتماني بالموافقة حسب الضمانات المقدمة من قبل العميل أو الموافقة مع شروط اضافية أو الاعتذار عن إنشاء هذه العلاقة الائتمانية مع العميل أو تأجيل النظر في طلبه وفقا للظروف الاقتصادية أو السياسية أو الخاصة بقطاع العميل، وتأتي الخطوة الاخيرة والتي تتمثل بابلاغ العميل بالقرار الائتماني واعلامه بقدرته على استغلال المبلغ خلال مدة زمنية معينة وبعد تحقيق الشروط التي يتضمنها القرار الائتماني أو بالاعتذار والتوقف عند هذه النقطة.

## أهمية
الائتمان ضرورة جوهرية للاقتصاد فهو يحول دون بقاء الأموال معطلة أو مجمدة ويمكن لرجال الأعمال مباشرة أعمالهم أو توسيعها وفي ذلك زيادة إنتاج رأس المال.
ويمكن تلخيص أهمية الائتمان المصرفي في الآتي:
- زيادة الإنتاج: أنشاء المشروعات الصناعية والزراعية والخدمية الجديدة وكذلك تطوير القائم منها والتي في حاجة إلى أموال كثيرة تفوق الموارد الذاتية لهذه المشروعات.
- زيادة الاستهلاك: الائتمان المصرفي يمكن المستهلكين من الحصول على بعض السلع الاستهلاكية المعمرة وغيرها من السلع على الرغم من عدم قدرتهم على دفع قيمتها في الوقت الحاضر.
- توزيع الموارد المالية على مختلف الأنشطة الاقتصادية حيث يلعب الائتمان المصرفي دورًا هامًا في توزيع الموارد المالية المتاحة لدى الجهاز المصرفي في مختلف القطاعات.
- تشغيل الموارد الاقتصادية المجمدة عن طريق الائتمان المصرفي حيث يمكن الاستفادة من الأموال المجمدة بصورة

مؤقتة والموجودة بالمصارف وذلك عن طريق تمويلات قصيرة الأجل.
- تسهيل عملية التبادل التجاري باستخدام الاعتمادات المستندية والتي تمثل أحد أشكال الائتمان المصرفي اذ توفر طريقة سهلة للدفع في التجارة الخارجية.

## الأهداف
- وضع أفضل الأسس والسياسات الخاصة بتمويل المخاطر والتأمين عليها، ورسم الخطة الرئيسية الشاملة والرامية إلى توفير أقصى حماية مالية لأصول وموجودات ومسؤوليات الشركة وبأقل كلفة ممكنة والإشراف على تنفيذ كافة الأحكام والإجراءات المنظمة لها بما يحقق الاستخدام الأمثل للميزانية المخصصة لتمويل المخاطر بشتى أنواعها.
- تطوير وتحديث أنظمة الدليل المالي الموحد، ووضع المعايير والأسس المحاسبية بمهنية عالية، وبما يضمن تحقيق أقصى درجات المحافظة على مال الشركة.
- مواكبة تطوير الأنظمة المحاسبية وإصدار الحسابات الختامية والتقارير المالية على أسس ومعايير معتمدة دوليا، بما يوفر أقصى درجات المرونة والدقة والسرعة.
- تحقيق رقابة حقيقية على كافة المصروفات والإيرادات والتسويات القيدية وتبويبها وقيدها وترحيلها للسجلات وإعداد التحاليل الخاصة بهــا مع تطبيق معايير رقابية تهدف للمحافظة على الأصول والموارد التابعة لإدارة نشاط مشاريع المجموعة المختلفة.

## أنواع الائتمان المصرفي
هناك أنواع من الائتمان حسب نوع الاستثمار، فهناك «ائتمان استهلاكي» و«ائتمان إنتاجي».

### الائتمان الاستهلاكي
هو ذلك الإقراض الممنوح للأفراد لأغراض غير مرتبطة بالأعمال التجارية، أي خارج مجال النشاط التجاري أو المهني الرئيس للمقترض. ويشمل بوجه عام القروض الشخصية، وتسهيلات السحب على المكشوف، وقروض تمويل شراء السيارات، وقروض مدفوعات بطاقات الائتمان، والتأجير التمويلي، وغيرها من الأنشطة ذات الصلة. كما يشمل القرض الممنوح لتمويل شراء سلعٍ وخدمات بغرض الترفيه، أو الاستهلاك أو أية متطلبات أخرى للأفراد، مثل شراء أثاث، أو مواد منزلية أخرى، أو لتغطية مصاريف إجازة، أو التعليم. رغم استثناء قروض الرهن العقاري، إلا أن الإقراض الاستهلاكي يشمل تمويل ترميم العقارات.
وهذا النوع يترتب عليه فائدة على القرض، وهذا هو الربا (المحرم بالإسلام) وذلك لاستغلال المقرض حاجة المقترض، وفرض شروط قاسية عليه. ولتجاوز هذه الإشكالية يمكن قيام المقرض أو المصرف بشراء المادة المطلوبة نقدًا لحسابه وبيعها للمحتاج بالتقسيط أو بالآجل وبالسعر والفترة التي يتفق عليها دون إسراف أو تفريط.

### الائتمان الإنتاجي
أما الائتمان الإنتاجي فهو المال الذي يقدم لرجل الأعمال بقصد استخدام الأموال في مشروع تجاري أو صناعي أو زراعي وهذا يعود بالفائدة على المقرض والمقترض في القروض الربوية، وتصنف فترة الائتمان من حيث المدة كأن تكون قصيرة أو متوسطة أو طويلة ويحسب المصرف الفائدة على هذا الأساس. ولأبعاد شبهة الربا عن مثل هذه المعاملات، يدعو الإسلام إلى المشاركة بين صاحب المال والمستثمر حتى لا تقع العملية تحت طائلة الربا المحرمة شرعًا، ويتفق على نسب توزيع الأرباح أو الخسارة، كما يمكن أن يتفق على فترة الشراكة يئول بعدها المشروع بكامله للمستثمر.

## معايير منح الائتمان
- الشخصية
- القدرة
- رأس المال
- الضمان
- الظروف المحيطة

## العوامل المؤثرة في اتخاذ القرار الائتماني
- العوامل الخاصة بالعميل
- العوامل الخاصة بالمصرف
- العوامل الخاصة بالتسهيل الائتماني